# Polyrhachis pressa
Polyrhachis pressa é uma espécie de formiga do gênero Polyrhachis, pertencente à subfamília Formicinae.